# Philips Stadion
Das Philips Stadion ist ein Fußballstadion in der niederländischen Stadt Eindhoven, Provinz Noord-Brabant. Es ist die Heimspielstätte des Fußballclubs PSV Eindhoven. Es bietet heute 35.119 Plätze, davon 800 Logenplätze und 1308 Business-Sitze (280 auf der Tribüne und 948 innen hinter Glas). Zu internationalen Spielen trägt es den werbefreien Namen PSV Stadion. Da das Stadion nicht auf einmal erbaut, sondern mit der Zeit nach und nach erweitert wurde, entstanden starke Asymmetrien.

## Geschichte
Bereits 1913 spielte der Philips-Sportverein Eindhoven auf diesem Gelände, das der Philips-Konzern zur Verfügung stellte. Philips übernahm anschließend den Verein, weswegen er als Werksverein bezeichnet wird. 1916 wurde zum 25-jährigen Bestehen von Philips die erste Tribüne gebaut, sowie 1933 eine zweite für 900 Zuschauer, die auch überdacht war. 1938 wurde eine Anzeigetafel mit Uhr ins Stadion eingebaut, was als technisches Novum galt. 1941 entschied man sich, das Stadion zu einer Leichtathletikanlage umzubauen, wodurch die Kapazität auf 18.000 Plätze stieg.
1958 erfolgte wieder ein großer Umbau: die Leichtathletikanlage wurde entfernt und die Tribünen jeweils vergrößert, so dass nun 22.000 Zuschauer im Stadion Platz fanden. Ebenso wurden 46 Meter hohe Flutlichtmasten installiert. 1977 wurde eine neue Haupttribüne gebaut, die wiederum die Kapazität erhöhte, diesmal auf 27.000 Plätze. 1988 baute man die Südtribüne, die heute noch im Stadion steht, 1993 erstellte man die West- und Osttribüne mit jeweils 4.500 Plätzen, 1996 wurde die Nordtribüne mit 10.000 Plätzen eröffnet. 2000 fand die letzte große Änderung für die Europameisterschaft in den Niederlanden und Belgien statt. Die vier Ecken wurden geschlossen, um die heutige Kapazität zu erreichen. Im Stadion sind unter dem Dach Heizstrahler zur Wärmung der Zuschauer angebracht.
Am 1. September 2009 brach auf der V.I.P.-Tribüne auf der Westseite des Stadions ein Feuer aus, welches von Schweißarbeiten ausgelöst wurde.
Das niederländische Fußballmagazin Voetbal International ernannte das Philips Stadion, nach einem Test im Frühjahr 2022 unter den Stadien der Eredivisie, nach dem Fall der Zuschauerbeschränkungen aufgrund der COVID-19-Pandemie in den niederländischen Spielstätten, zum besten Stadion des Landes. Das Philips Stadion ist über 100 Jahre alt, wurde aber über die Jahre immer wieder den Standards angepasst und modernisiert. Auch wegen seiner Atmosphäre hebt es sich von den anderen Stadien ab.

## Veranstaltungen
Bei der Fußball-Europameisterschaft 2000 fanden drei Gruppenspiele im Eindhovener Stadion statt.
- 12. Juni 2000:  Portugal –  England 3:2 (2:2)
- 15. Juni 2000:  Schweden –  Türkei 0:0
- 19. Juni 2000:  Italien –  Schweden 2:1 (1:0)

2006 war Eindhoven mit dem Philips Stadion Gastgeber des Endspiels im UEFA-Pokal 2005/06, das der FC Sevilla mit 4:0 gegen den FC Middlesbrough gewann. Im Stadion finden neben Sportveranstaltungen auch Konzerte statt.
Am 2. März 2020 vergab die UEFA das Endspiel der UEFA Women’s Champions League 2022/23 an Eindhoven mit dem Philips Stadion.

## Besonderheit
Der Sitzplatz im Block D, Reihe 22, Sitz 43 auf der Südtribüne wird in Gedenken an Frits Philips, den ehemaligen Vorsitzenden von Philips, freibleiben. Dies entschied der Verein 2005, nachdem Frits Philips im Alter von 100 Jahren starb.

## Galerie

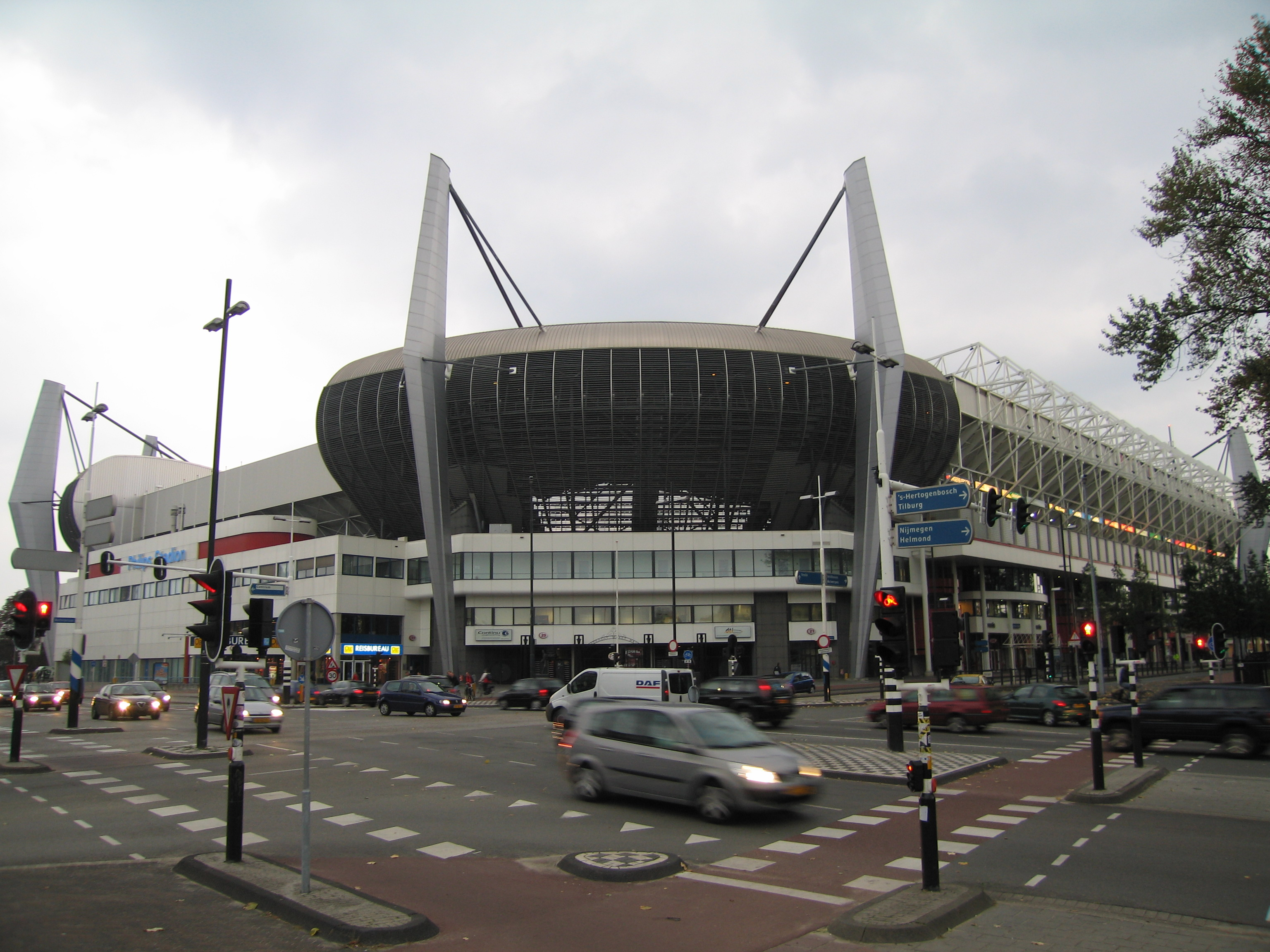
Durch die offenen Tribünenecken kann das Stadion, für einen besseren Rasen, leichter belüftet werden (2007)
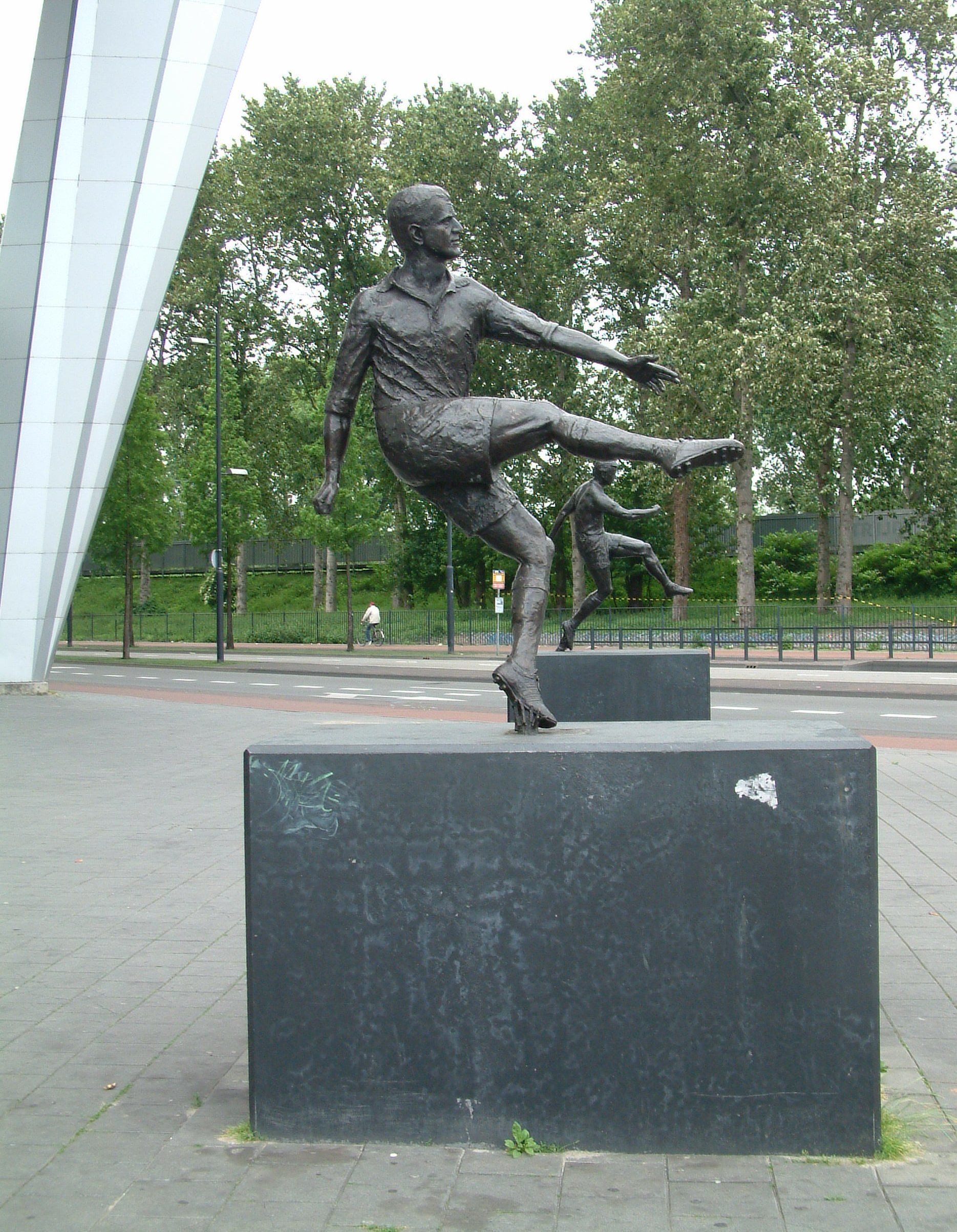
Die Statue von Coen Dillen an der nordöstlichen Ecke des Stadions. Im Hintergrund die Statue von Willy van der Kuijlen (2008)
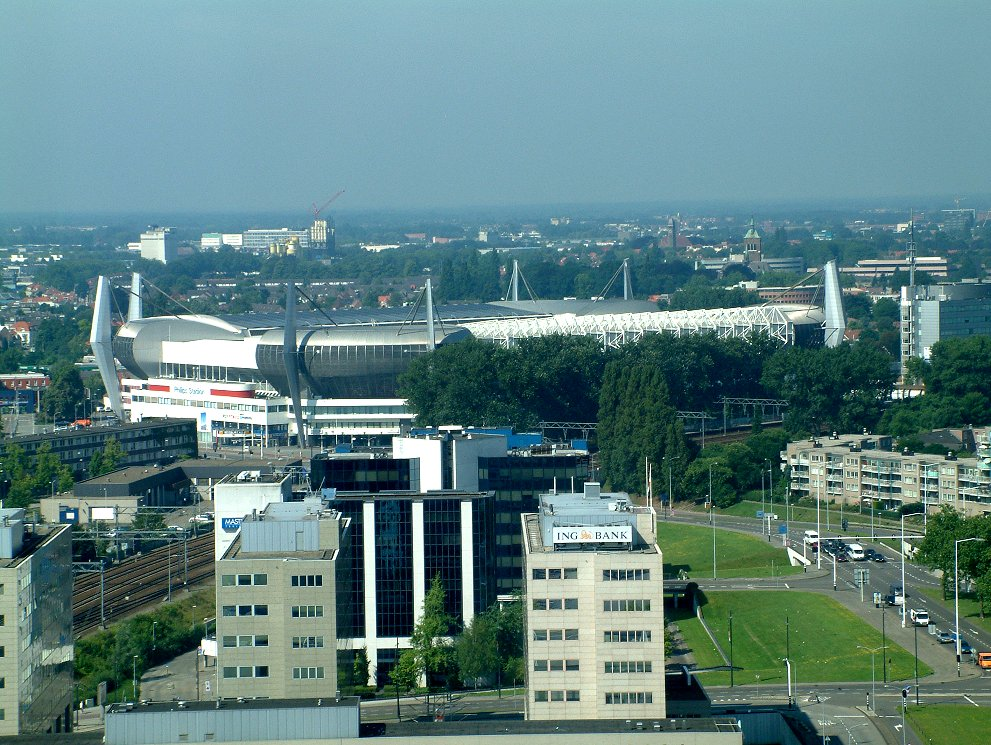
Das Stadion aus der Ferne gesehen (2008)
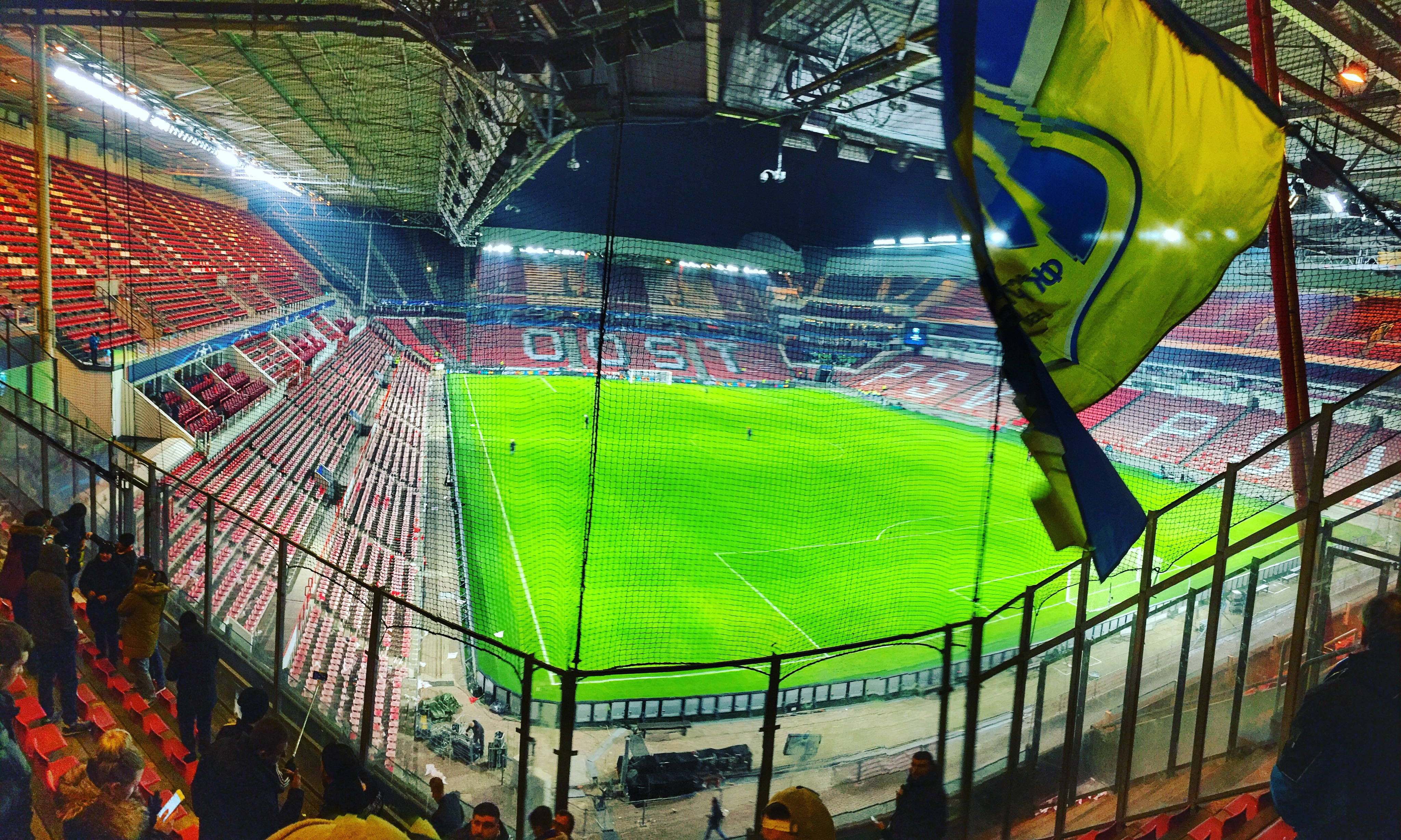
Das Philips Stadion  am 6. Dezember 2016 nach dem Gruppenspiel PSV Eindhoven gegen den FK Rostow (0:0) der UEFA Champions League 2016/17
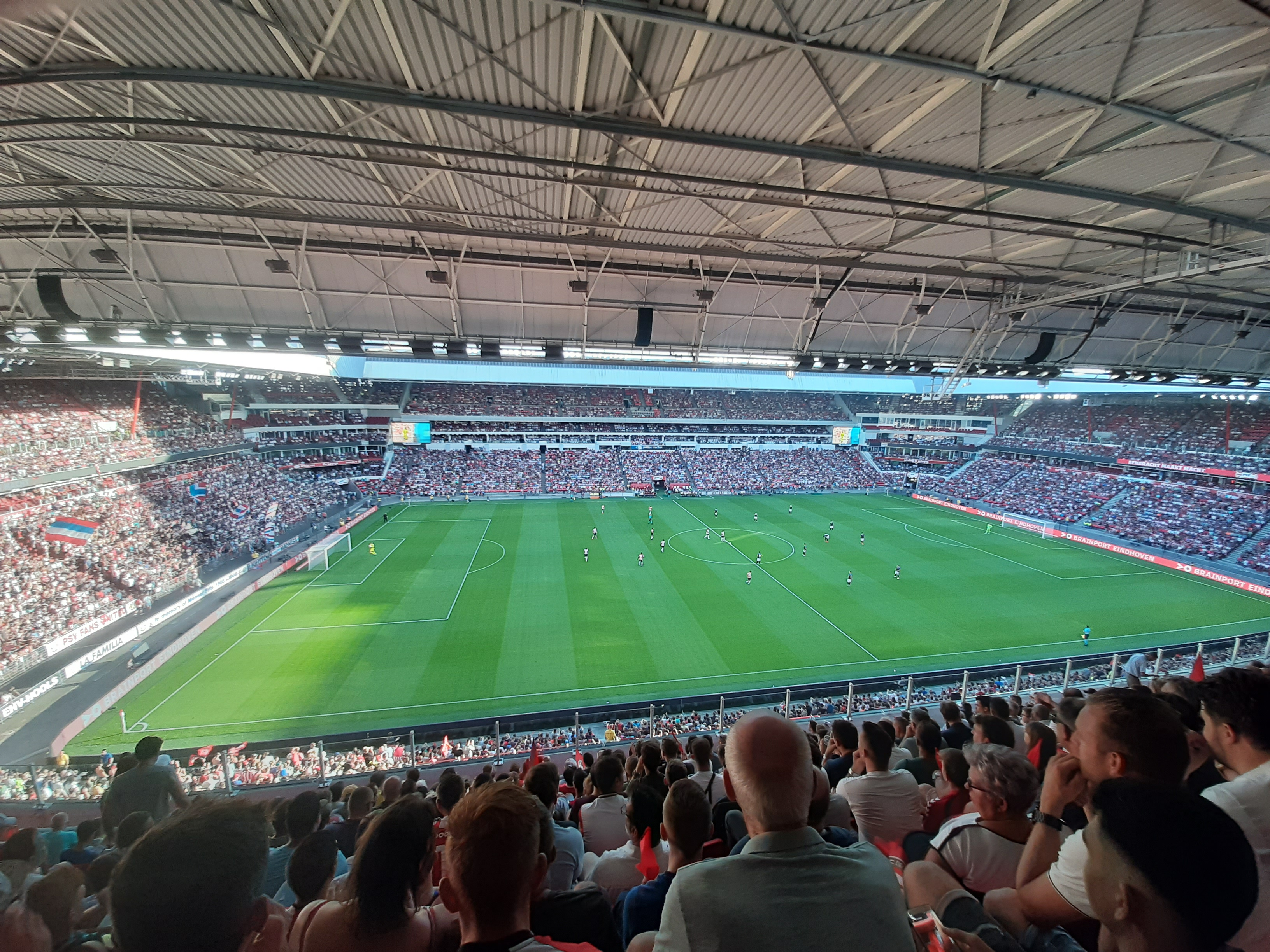
Blick von der Tribüne auf das Feld (2019)